# Bleach (musikalbum)
Bleach (engelskt uttal: [bliːtʃ]
 ( lyssna)) är det amerikanska grungebandet Nirvanas debutalbum, släppt den 15 juni 1989 via skivbolaget Sub Pop. Efter att Nirvana hade släppt singeln "Love Buzz" i november 1988 förberedde sig bandet i två till tre veckor inför inspelningen av ett studioalbum, där den huvudsakliga inspelningen av Bleach ägde rum mellan december 1988 och januari 1989 i Reciprocal Recording i Seattle, Washington tillsammans med producenten Jack Endino. Kurt Cobain, som skrev de flesta av låtarna på albumet, sade att Sub Pop hade satt press på Nirvana att spela in rocklåtar och Cobain ansåg att han inte fick utlopp för de influenser han egentligen hade, vilka var mer konstnärliga och inspirerade av popmusiken.
Endino fakturerade Nirvana för trettio timmars arbete till en kostnad av 606,17 amerikanska dollar. Jason Everman, en gitarrist som var imponerad av Nirvanas tidigare demoutgivning, bestämde sig för att betala denna summa pengar åt bandet och som tack för detta fick han som hastigast gå med i Nirvana som deras kompgitarrist. Everman medverkade inte på Bleach, annat än på fotografiet på skivomslaget, men står ändå utskriven som kompgitarrist på albumets baksida. Albumets arbetstitel var Too Many Humans, men döptes om sedan Nirvana hade varit i San Francisco, Kalifornien. Där hade Cobain sett en affisch som uppmanade heroinberoende personer att använda blekmedel (på engelska: ”bleach”) på sprutans nål innan de injicerade drogen, för att på så sätt undvika risken att drabbas av aids. På affischen stod slagorden ”Bleach your works before you get stoned”.
Bleach har mestadels fått positiv kritik och sålde runt 40 000 kopior i USA innan Nirvanas andra album Nevermind hade släppts. Numera är det Sub Pops bäst säljande lansering någonsin och albumet har sålt över fyra miljoner exemplar världen över. Bleach nådde som bäst plats 23 i Belgien, men har även nått placeringar såsom plats 33 i Storbritannien, plats 34 i Australien och plats 89 i USA. Albumet har certifierats platina i USA, 2× guld i Frankrike och guld i både Kanada och Polen. 2009, tjugo år efter albumets ursprungliga lansering, släpptes Bleach i en 20th Anniversary Deluxe Edition som innehöll de tidigare tretton låtarna, men även tolv låtar som spelats in vid en konsert den 9 februari 1990 på Pine Street Theatre i Portland, Oregon.

## Bakgrund och inspelning
Kurt Cobain och Krist Novoselic träffades första gången 1985 och då de båda gillade The Melvins vistades de ofta i bandets replokaler. Efter några misslyckade försök att bilda ett eget band rekryterade duon trumslagaren Aaron Burckhard och skapade den första uppsättningen av det som så småningom skulle bli Nirvana. När Cobain senare beskrev bandets tidigaste sound, hävdade han att de "härmade Gang of Four och Scratch Acid". Inom några månader hade Burckhard blivit avskedad från bandet. Han ersattes tills vidare av The Melvins trumslagare Dale Crover, som spelade på Nirvanas första demoutgivningar. Dave Foster gjorde sedan en kort tjänstgöring som bandets trumslagare.
Under dessa inledande månader testade bandet ett antal olika namn, däribland Skid Row, Pen Chap Chew och Ted Ed Fred. Bandet bestämde sig till sist för Nirvana i början av 1987; enligt Cobain var det eftersom han ville ha "ett namn som var ganska vackert eller fint och sött istället för ett elakt och rått punkrocksnamn". Nirvana genomförde sin första spelning under det namnet i mars 1987. Ett par månader senare kom Cobain och Novoselic överens om att anlita trumslagaren Chad Channing. Nirvanas första skivutgivning var "Love Buzz" som lanserades i november 1988 via Sub Pop.

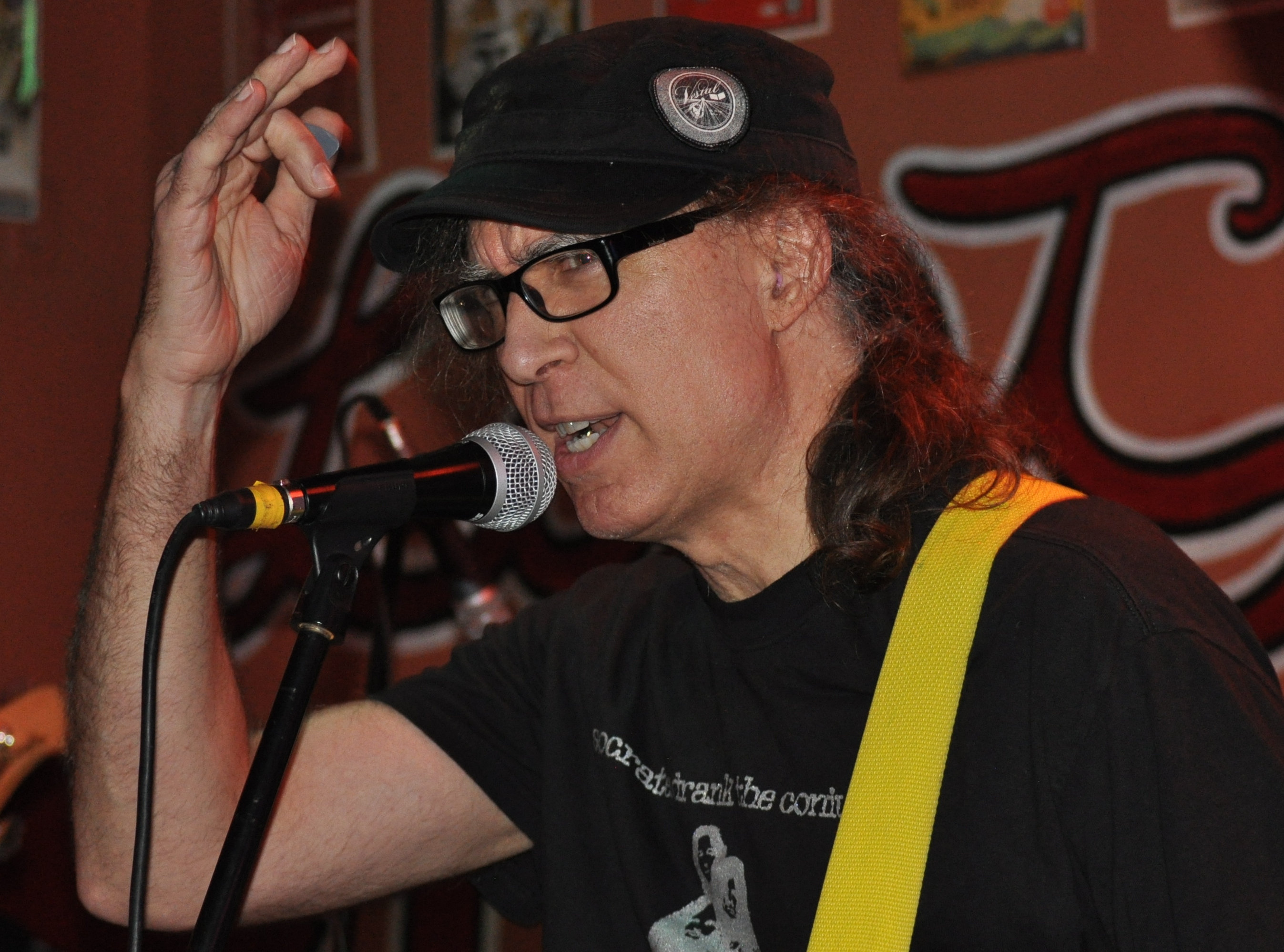
Jack Endino producerade Bleach.

Efter att Nirvana hade släppt "Love Buzz" förberedde de sig i två till tre veckor inför inspelningen av ett studioalbum, fastän Sub Pop bara hade bett Nirvana spela in en EP. Den huvudsakliga inspelningen av Bleach ägde rum i Reciprocal Recording i Seattle, Washington tillsammans med producenten Jack Endino. Den första inspelningssessionen var den 24 december 1988 och var fem timmar lång. Nirvana spelade sedan in för albumet igen 29–31 december samma år samt den 14 och 24 januari 1989. Tre av låtarna ("Floyd the Barber", "Paper Cuts" och "Downer") hade spelats in i Reciprocal Recording tidigare under 1988, då tillsammans med Crover. Nirvana försökte spela in dessa låtar tillsammans med Channing, men i slutändan bestämde sig bandet för att mixa in Crovers trumspelande i de versioner av låtarna som kom med på albumet. "Big Long Now" spelades in, men togs bort från albumet eftersom Cobain kände att det redan fanns tillräckligt med långsamma och musikaliskt tunga låtar på Bleach samt att han inte vill släppa den låten just då. Under de första inspelningsdagarna sänkte Cobain och Novoselic tonarten på sina gitarrer och de benämnde musikstilen för "doom pop". Tonarten höjdes senare igen och låtarna spelades in igen; den enda låt som blev kvar på albumet med denna sänkta tonart var "Blew". Albumet redigerades och sekvenserades sedan, men den dåvarande chefen för Sub Pop Bruce Pavitt bestämde att albumet skulle bli helt omsekvenserat. På grund av detta fördröjdes lanseringen av Bleach tills Sub Pop hade fått ihop tillräckligt med pengar för att kunna lansera albumet.
Endino fakturerade Nirvana för trettio timmars arbete till en kostnad av 606,17 amerikanska dollar. Jason Everman, en gitarrist som var imponerad av Nirvanas demoutgivning med Crover, bestämde sig för att betala denna kostnad å bandets vägnar. Han gick även som hastigast med i Nirvana som deras kompgitarrist. Everman syns på skivomslaget och skrivs även ut som kompgitarrist fastän han inte medverkade under inspelningen av Bleach. Novoselic har sagt att de valde att skriva ut Evermans namn på albumet eftersom de ville att han skulle känna sig hemma i bandet.

## Musik och låttext
Enligt Cobain passade Bleach perfekt in i med de andra grungealbumen som Sub Pop släppte vid denna tid. Cobain sade att Sub Pop hade satt press på Nirvana att spela in rocklåtar och att Cobain då gjorde avskalade låtar som han själv jämförde med de av Aerosmith. Cobain ansåg även att han inte fick utlopp för de influenser han egentligen hade, vilka var mer konstnärliga och inspirerade av popmusiken, utan att Nirvana tvingades släppa ett grungealbum för att kunna få en stadig skara fans. I en intervju från 2001 med Rolling Stone sade Novoselic att bandet i sin skåpbil under en pågående turné hade spelat ett kassettband med The Smithereens på ena sidan och Celtic Frost på andra sidan och han antydde att kombinationen hade haft en inverkan på Nirvanas musik under denna tidsperiod. Låtarna på Bleach har beskrivits som "medvetet dystra, klaustrofobiska och med glesa låttexter" och det har även sagts att låtarna saknar den speciella känsla som fanns när Nirvana uppträdde med dem live. Cobain själv ansåg att låtstrukturen var endimensionell och att hans mål var att presentera "lyckan i sig som mer polerad och världsvan".
Författaren Christopher Sandford ansåg att "Paper Cuts" (vilken var inspirerad av en familj i Aberdeen, Washington som låste in sina barn i ett mörkt rum) var folkmusiksinspirerad och hade en rytm som var snarlik den hos Led Zeppelins tidiga låtar. Sandford tyckte att både "Mr. Moustache" och "Downer" riktade sig till Nirvanas manliga fans och han ansåg att den senare i synnerhet visade den grad av förakt gruppen hade för sina fans. "School", som enbart innehåller fyra textrader, tyckte Sandford var minnesvärd för dess refräng medan han ansåg att "Scoff" riktade kritik mot Cobains föräldrar. Sandford menade att "Negative Creep" var självbiografiskt skriven av Cobain och IGN beskrev låten som ett praktexempel på grungesoundet från Seattle. Sandford tyckte för övrigt att "About a Girl" hade en harmonisk melodi och en ironisk refräng och i Sounds skrev Keith Cameron att låten var uppiggande och spännande att lyssna på, men att det fanns en påtaglig känsla av fara bakom låten. Cameron ansåg att "About a Girl" när som helst kunde falla isär eftersom det inte fanns någon lättnad i den. I Nirvana: Teen Spirit - The Stories Behind Every Song skrev Chuck Crisafulli att han tyckte att "About a Girl" stod ut i mängden eftersom både låtens uppkomst och ämne var väldigt verkliga, då Cobain skrev låten till sin före detta flickvän Tracy Marander; Marander själv fick inte reda på att "About a Girl" var tillägnad henne förrän hon läste om det i Michael Azerrads Come as You Are: The Story of Nirvana. Crisafulli ansåg att låten fick med all ilska och ömhet som fanns i Cobains och Maranders misslyckade förhållande och att låten är uppbyggd på ett väldigt snärtigt sätt.
I en intervju med Spin 1993 berättade Cobain att när han skrev låttexterna för Bleach brydde han sig inte det minsta om vad de handlade om. Han sade även att runt åttio procent av låttexterna skrevs kvällen innan låtarna skulle spelas in och att han ofta arbetade med låttexterna på väg till inspelningsstudion. Cobain sade att han kände sig förbannad när han skrev låttexterna, men att han inte visste varför. Han sade även att så länge låttexterna inte var sexistiska eller pinsamma tyckte han att det var okej att sjunga dem. Cobain förklarade att han inte värnade om låttexterna till någon av låtarna på Bleach. Icke desto mindre ansåg Azerrad att flera av låtarna reflekterade Cobain och vissa händelser i hans liv. Azerrad skrev att "School" riktade kritik mot Seattles musikkultur (då framförallt Sub Pop) och att "Mr. Moustache" visade på Cobains motvilja för machokulturen. Enligt Mark Wallace berörs även machokulturen i "Floyd the Barber". Låtens titel kommer från rollfiguren Floyd Lawson, spelad av Howard McNear, i TV-serien The Andy Griffith Show; i "Floyd the Barber" torteras och mördas en person av flera av rollfigurerna från TV-serien. Wallace kallade låten för en paranoid fantasi som enligt honom visar på hur Cobain föraktade och kände sig hotad av de ideal som fanns i samhället vid tidpunkten. "Swap Meet" stavades från början "Swap Meat", vilket Endino tyckte var en mycket mer underhållande titel.

## Lansering och marknadsföring
Fotografiet på skivomslaget togs av Marander den 1 april 1989 under en konsert på konstgalleriet Reko/Muse i Olympia, Washington. I februari 1989 uppträdde Nirvana på USA:s västkust, bland annat på University of Washington. Bandet påbörjade sin första Europaturné, tillsammans med Tad, i Newcastle upon Tyne, England den 23 oktober 1989. Den 3 december samma år spelade Nirvana en bejublad konsert på London Astoria i London, England och särskilt Cobains klädsel fick stor uppmärksamhet under denna konsert. Cobain kommenterade med att säga att han inte hade för avsikt att starta någon modefluga eller att agera som någon förebild. Den 1 april 1990 gav sig Nirvana ut på sin andra USA-turné och under denna turnén ersattes Channing av Crover.

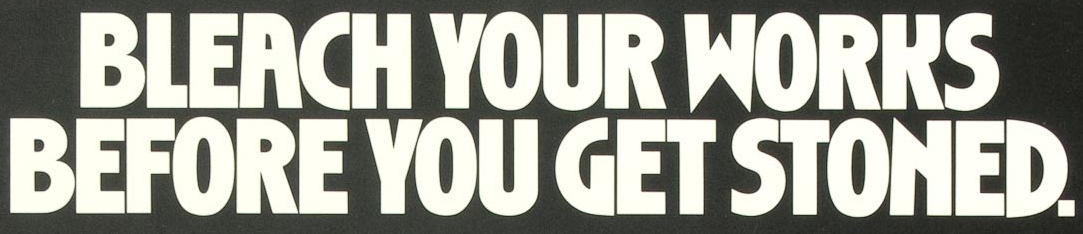
Slagorden på den affisch som inspirerade Nirvana att döpa om albumet från Too Many Humans till Bleach.

Albumets arbetstitel var Too Many Humans, men det döptes om efter att Nirvana hade varit i San Francisco, Kalifornien. Där såg Cobain en affisch som uppmanade heroinberoende personer att använda blekmedel (på engelska: bleach) på sprutans nål innan de injicerade drogen, för att på så sätt undvika risken att drabbas av aids. På affischen stod sloganen "Bleach your works before you get stoned". Bleach släpptes den 15 juni 1989 i USA, den 12 augusti 1989 i Storbritannien och den 23 oktober 1989 i Sverige. I Australien lanserades Bleach av Waterfront Records och de släppte albumet med flera olika färger på texten på skivomslaget och på själva vinylskivan. Detta skedde fram tills albumets CD-lansering 1992.
I april 1992, i kölvattnet av framgångar med Nirvanas andra album Nevermind, valde Sub Pop att lansera en remasterutgåva av Bleach i USA. Denna utgåva innehöll två bonuslåtar ("Big Cheese" och "Downer") och albumet släpptes på LP, CD och kassettband. Den internationella lanseringen stod Geffen Records för. Till CD-utgåvan medföljde ett albumhäfte som innehöll flera fotografier på bandet, tagna mellan 1987 och 1990. 2009, tjugo år efter albumets ursprungliga lansering, släpptes Bleach i en 20th Anniversary Deluxe Edition som innehöll de tidigare tretton låtarna, men även tolv låtar som hade spelats in vid en konsert den 9 februari 1990. Låtarna hade blivit mixade av Endino i februari 2009 och remastrade månaden efter av George Marino.

## Mottagande
Bleach har mestadels fått positiv kritik. Anthony Carew från About.com skrev att Bleach var ett av de album som skulle komma att definiera hela 1990-talet. Carew slutgiltiga betyg var 4 av 5. Stephen Thomas Erlewine från Allmusic ansåg att albumet hade flera bra låtar på sig, men att Nirvana inte visade hela sin potential med Bleach. Erlewine gav albumet 3,5 av 5 i betyg. Anthony Leaver från BBC Music tyckte att Bleach kändes kaotiskt och smutsigt, men han skrev även att det vad var Nirvana och grunge stod för. Mark Powell från Drowned in Sound ansåg att Bleach var som starkast i mitten och han tyckte att albumet kunde bli irriterande att lyssna igenom i sin helhet på en och samma gång. Powell gav albumet 7 av 10 i betyg. Per Hägred från Expressen tyckte att det var detta album som satte Seattle på kartan som musikstad och han skrev att "[k]raften i 'Love buzz' [sic] blåser bort 'Like a prayer' [sic], 'The Look' och annat från 1989." Hägred gav albumet 4 av 5 i betyg. Edwin Pouncey från New Musical Express ansåg att Bleach var det musikaliskt hårdaste albumet som Sub Pop hittills hade gett ut och han skrev att det fick Mudhoney att låta som Genesis. Pouncey gav albumet betyget 8 av 10.
Bleach sålde runt 40 000 kopior i USA innan det att Nirvanas genombrottsalbum Nevermind hade släppts. Bleach är Sub Pops bäst säljande lansering någonsin och albumet har sålt över fyra miljoner kopior världen över. Bleach nådde som bäst plats 23 i Belgien, men har även nått placeringar såsom plats 33 i Storbritannien, plats 34 i Australien och plats 89 i USA. I och med att Cobain avled i april 1994 tog sig Bleach återigen upp på vissa topplistor. Bleach har certifierats platina i USA och Storbritannien, 2× guld i Frankrike och guld i både Kanada och Polen.

## Låtlista
Alla låtar är skrivna och komponerade av Kurt Cobain, om inte annat anges. 
| Nr           | Titel            | Kompositör         | Längd |
| ------------ | ---------------- | ------------------ | ----- |
| 1.           | Blew             |                    | 2:55  |
| 2.           | Floyd the Barber |                    | 2:18  |
| 3.           | About a Girl     |                    | 2:48  |
| 4.           | School           |                    | 2:42  |
| 5.           | Love Buzz        | Robbie van Leeuwen | 3:35  |
| 6.           | Paper Cuts       |                    | 4:06  |
| 7.           | Negative Creep   |                    | 2:56  |
| 8.           | Scoff            |                    | 4:10  |
| 9.           | Swap Meet        |                    | 3:03  |
| 10.          | Mr. Moustache    |                    | 3:24  |
| 11.          | Sifting          |                    | 5:22  |
| Total längd: | Total längd:     | Total längd:       | 37:19 |

| 12.          | Big Cheese   | Cobain, Krist Novoselic | 3:42  |
| 13.          | Downer       |                         | 1:43  |
| Total längd: | Total längd: | Total längd:            | 42:44 |

## Medverkande

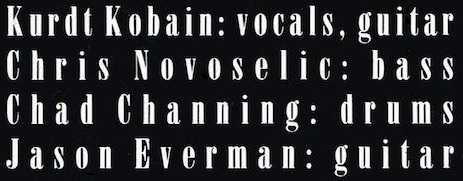
Albumets baksida på vilken Kurt Cobains namn är skrivet som Kurdt Kobain, Krist Novoselics förnamn är skrivet som Chris och Jason Everman står med som kompgitarrist även om han inte medverkade under inspelningen av Bleach.

- Kurt Cobain – sång och sologitarr (skrivet som Kurdt Kobain[65])
- Krist Novoselic – elbas och fotografi (skrivet som Chris Novoselic[65])
- Chad Channing – trummor

### Övriga medverkande
- Dale Crover – trummor på "Floyd the Barber", "Paper Cuts" och "Downer"
- Jason Everman – medverkade inte under inspelningen av Bleach, men står ändå utskriven som kompgitarrist på albumets baksida
- Jack Endino – producent
- Tracy Marander – fotografi
- Charles Peterson – fotografi
- Lisa Orth – design
- Jane Higgins – verkställande
- Jeff Kleinsmith – design på 20th Anniversary Deluxe Edition
- George Marino – mastering på 20th Anniversary Deluxe Edition
- Alice Wheeler – fotografi på 20th Anniversary Deluxe Edition
- David Groves – fotografi på 20th Anniversary Deluxe Edition
- Bruce Pavitt – fotografi på 20th Anniversary Deluxe Edition

## Topplistor
| Land eller världsdel | Högsta listplacering |
| -------------------- | -------------------- |
| Australien           | 34                   |
| Belgien              | 23                   |
| Finland              | 22                   |
| Japan                | 46                   |
| Nya Zeeland          | 30                   |
| Storbritannien       | 33                   |
| Tyskland             | 24                   |
| USA                  | 89                   |
| Österrike            | 26                   |

## Certifikat
| Land eller världsdel | Certifikat |
| -------------------- | ---------- |
| Frankrike            | 2× guld    |
| Kanada               | Guld       |
| Polen                | Guld       |
| Storbritannien       | Platina    |
| USA                  | Platina    |